# أرواندي جاسوير
أرواندي جاسوير (بالإندونيسية: Irwandi Jaswir)‏ مواليد 20 ديسمبر 1970 في ميدان هو عالم وخبير تكنولوجيا حيوية إندونيسي. يعمل منسقًا للبحوث في مركز أبحاث الصناعة الحلال بجامعة ماليزيا الإسلامية الدولية في كوالالمبور.

## الحياة الشخصية
ولد أرواندي في ميدان، سومطرة الشمالية، لأبوين قادمين من سومطرة الغربية، درس في جامعة بوغور الزراعية في إندونيسيا وحصل على البكالوريوس في تكنولوجيا الأغذية والتغذية البشرية في عام 1993، ثم حصل على شهادة الماجستير في العلوم في علوم الأغذية والتكنولوجيا الحيوية في عام 1996. وفي عام 2000 حصل على درجة الدكتوراه في الكيمياء الغذائية والكيمياء الحيوية من جامعة بوترا في ماليزيا، وهو متزوج من فيتري أوكتافياني، وهي طبيبة أسنان، ولديه أربعة أطفال.

## الحياة العملية
تولى أرواندي جاسوير العديد من المناصب الأكاديمية والإدارية خلال مسيرته الإنتاجية. وهو حاليا نائب عميد المعهد الدولي للبحوث والتدريب في مجال الحلال وسكرتير مجلس الأساتذة في الجامعة الإسلامية الدولية في ماليزيا، ومن المناصب التي تولاها والمهن التي عمل بها:
- رئيس قسم ونائب العميد في جامعة ماليزيا الزراعية.
- أستاذ مساعد في قسم التكنولوجيا الحيوية في جامعة ماليزيا الإسلامية الدولية، كوالالمبور (2001).
- باحث زائر في المعهد القومي لبحوث الأغذية، تسوكوبا، اليابان في مجال التكنولوجيا الحيوية للأغذية.
- منسق أبحاث في مركز أبحاث الصناعة الحلال، جامعة ماليزيا الإسلامية الدولية، كوالالمبور.

ساهم أرواندي جاسوير بشكل واسع في خدمة المسلمين من خلال أبحاثه في مجال العلوم الحلال حيث نشر العشرات من المقالات العلمية في المجلات والمؤتمرات الدولية فضلا عن العشرات من الدراسات والبحوث العلمية في مختلف وسائل الإعلام بالإضافة إلى الكتب العلمية.

## الجوائز والتكريم
حصل الدكتور أرواندي على العديد من التكريمات والجوائز العلمية الدولية، مثل:
- أفضل باحث في الجامعة الإسلامية الدولية في ماليزيا، (2004).
- الميدالية الفضية في «المعرض الدولي السادس عشر لتصميم الابتكار التكنولوجي والتكنولوجيا» في كوالالمبور. (2005).
- مرشح «لجائزة سيلانجور للعلماء الشباب» في ماليزيا. (2006).
- الميدالية الذهبية في «المعرض الدولي الرابع والثلاثين للاختراعات والتقنيات والمنتجات الجديدة في جنيف» مع بحث: الطريقة السريعة للكشف عن المواد غير الحلال في الأغذية، (2006).
- الميدالية الفضية في «المعرض الدولي الرابع والثلاثين للاختراعات والتقنيات والمنتجات الجديدة في جنيف» مع بحث: التقنيات التحليلية السريعة الحديثة لصناعة الدهون والزيوت، (2006).
- الميدالية الفضية «جائزة شباب آسيا والمحيط الهادئ لعام 2009» في بانكوك، تايلاند. (2009).
- جائزة أفضل ابتكار في المنتدى العلمي «القمة العالمية لأبحاث الحلال 2010» مع بحث: «الخصائص الإنشائية النانوية للكولاجين البديل للصناعة الحلال» في مركز مؤتمرات كوالالمبور. (2010).
- أفضل محاضر في الجامعة الإسلامية الدولية في ماليزيا، (2010).
- جائزة حبيبي،[ا] (2013).[5]
- جائزة الملك فيصل الدولية في عام 2018 عن «خدمة الإسلام».[3][6]